# Carlo Antonio Carlone
Carlo Antonio Carlone (* um 1635 in Scaria, Italien; † 3. Mai 1708 in Passau) war ein Baumeister des Barocks, insbesondere der Stifte in Oberösterreich im 17. Jahrhundert.

## Leben
Carlo Antonio Carlone war der Sohn des vor allem in der Obersteiermark tätigen Baumeisters Pietro Francesco Carlone und ein Bruder von Giovanni Battista Carlone, der seit 1677 die Stuckausstattung des seit 1668 wiederaufgebauten Passauer Doms leitete. Bis zum Tode seines Vaters 1680 arbeitete er vorwiegend an dessen Projekten mit, danach begann seine eigenständige Bautätigkeit. 1681 wurde er zum Stiftsbaumeister von Garsten, 1682 von Seckau und 1686 von Sankt Florian bestellt. Ab 1683 leitete er den Umbau der Wallfahrtskirche Frauenberg an der Enns. Bestattet wurde er in der Kirche St. Nikola in Passau, deren Stiftsgebäude er errichtet hatte.

## Anerkennungen
- Jahr? Carlo Antonio Carlone-Straße in Vöcklabruck ⊙

## Werke
| Foto |                 | Baujahr          | Name | Standort                                                                  | Beschreibung                                                                              | Metadaten                                                                                            |
| --- | --------------- | ---------------- | --- | ------------------------------------------------------------------------- | ----------------------------------------------------------------------------------------- | --- |
| ja | Datei hochladen | 1661–1688        | Wallfahrtskirche Gartlberg · Wikidata                                                                                        | Gartlberg 8 Standort                                                      | → Hauptartikel : Wallfahrtskirche Gartlberg f1                                            | P84(Architekt):Carlo Antonio Carlone P131(Ort):Pfarrkirchen Region-ISO:DE-BY                         |
| ja | Datei hochladen | 1678             | Stadtpfarrkirche St. Paul in Passau · Wikidata                                                                               | Rindermarkt 1 Standort                                                    | → Hauptartikel : St. Paul (Passau) f1                                                     | P84(Architekt):Carlo Antonio Carlone P131(Ort):Passau Region-ISO:DE-BY                               |
| ja [[Vorlage:Bilderwunsch/code!/O:Augustinerchorherrenstift St. Nikola (Passau)!/C:48.570783333333,13.457233333333!/D:Augustinerchorherrenstift St. Nikola in Passau, Umgestaltung der Klostergebäude Innstraße 40,Kleiner Exerzierplatz 15,Kleiner Exerzierplatz 15 a qualitatives Foto!/\|BW]] | Datei hochladen | ab 1680          | Augustinerchorherrenstift St. Nikola in Passau, Umgestaltung der Klostergebäude · Wikidata                                   | Innstraße 40,Kleiner Exerzierplatz 15,Kleiner Exerzierplatz 15 a Standort | → Hauptartikel : Augustinerchorherrenstift St. Nikola (Passau) f1                         | P84(Architekt):Carlo Antonio Carlone P131(Ort):Passau Region-ISO:DE-BY                               |
| ja | Datei hochladen | 1680 bis 1683    | Stift Schlierbach HERIS-ID: 92223 Objekt-ID: 107128                                                                          | Klosterstraße 1, u. a. Standort                                           | → Hauptartikel : Stift Schlierbach f1                                                     | P84(Architekt):Pietro Francesco Carlone, Carlo Antonio Carlone P131(Ort):Schlierbach Region-ISO:AT-4 |
| ja [[Vorlage:Bilderwunsch/code!/O:Stift Garsten!/C:48.0197,14.4103!/D:Stift Garsten mit der heutigen Pfarrkirche Garsten Am Platzl 1 Qualitatives Innenraumfoto der Kirche!/\|BW]] | Datei hochladen | 1680 bis 1708    | Stift Garsten mit der heutigen Pfarrkirche Garsten HERIS-ID: 20506 Objekt-ID: 16810                                          | Am Platzl 1 Standort                                                      | → Hauptartikel : Stift Garsten f1                                                         | P84(Architekt):Carlo Antonio Carlone P131(Ort):Garsten Region-ISO:AT-4                               |
| ja [[Vorlage:Bilderwunsch/code!/O:Stift Kremsmünster!/C:48.0545,14.129!/D:Stift Kremsmünster Stift 1, u. a. Qualitatives Foto der Bibliothek!/\|BW]] | Datei hochladen | um 1680 begonnen | Stift Kremsmünster HERIS-ID: 52220 Objekt-ID: 58750                                                                          | Stift 1, u. a. Standort                                                   | Anmerkung: Barockisierung der Stiftskirche und der Stiftsbibliothek                       | P84(Architekt):Carlo Antonio Carlone P131(Ort):Kremsmünster Region-ISO:AT-4                          |
| ja | Datei hochladen | 1683             | Wallfahrtskirche Frauenberg an der Enns HERIS-ID: 51047 Objekt-ID: 56604                                                     | Frauenberg 1 Standort                                                     | → Hauptartikel : Wallfahrtskirche Frauenberg an der Enns f1                               | P84(Architekt):Carlo Antonio Carlone P131(Ort):Ardning Region-ISO:AT-6                               |
| ja | Datei hochladen | 1686 bis 1708    | Stift St. Florian HERIS-ID: 105342 Objekt-ID: 122319                                                                         | Stiftstraße 1, u. a. Standort                                             | → Hauptartikel : Stift Sankt Florian f1                                                   | P84(Architekt):Carlo Antonio Carlone P131(Ort):St. Florian Region-ISO:AT-4                           |
| ja [[Vorlage:Bilderwunsch/code!/O:Schloss Marbach (Ried in der Riedmark)!/C:48.262411111111,14.510438888889!/D:Kapelle in Schloss Marbach Marbach Innenansicht der Kapelle!/\|BW]] | Datei hochladen | 1686 bis 1689    | Kapelle in Schloss Marbach HERIS-ID: 23474 Objekt-ID: 19828                                                                  | Marbach Standort                                                          | → Hauptartikel : Schloss Marbach (Ried in der Riedmark) f1                                | P84(Architekt):Carlo Antonio Carlone P131(Ort):Ried in der Riedmark Region-ISO:AT-4                  |
| ja | Datei hochladen | 1687 bis 1690    | Wallfahrtskirche Heiligenkreuz, Kremsmünster HERIS-ID: 52182 Objekt-ID: 58583                                                | Heiligenkreuz Standort                                                    | → Hauptartikel : Wallfahrtskirche Heiligenkreuz f1                                        | P84(Architekt):Carlo Antonio Carlone P131(Ort):Kremsmünster Region-ISO:AT-4                          |
| ja [[Vorlage:Bilderwunsch/code!/C:48.010273,13.658558!/D:Ägidiuskirche (auch Dörflkirche) in Vöcklabruck Bahnhofstraße Foto mit Altar. Idealerweise mit Kuppel!/\|BW]] | Datei hochladen | 1688             | Ägidiuskirche (auch Dörflkirche) in Vöcklabruck HERIS-ID: 52660 Objekt-ID: 60089                                             | Bahnhofstraße Standort                                                    |                                                                                           | P84(Architekt):Carlo Antonio Carlone P131(Ort):Vöcklabruck Region-ISO:AT-4                           |
| ja | Datei hochladen | 1688–1691        | Pfarrkirche Bad Wimsbach-Neydharting HERIS-ID: 52715 Objekt-ID: 60239                                                        | Kirchenberg Standort                                                      | → Hauptartikel : Pfarrkirche Bad Wimsbach-Neydharting f1                                  | P84(Architekt):Carlo Antonio Carlone P131(Ort):Bad Wimsbach-Neydharting Region-ISO:AT-4              |
| ja | Datei hochladen | 1690             | Stadtpfarrkirche Freistadt, Innenbarockisierung von Kirche und Sakristei HERIS-ID: 25311 Objekt-ID: 21732                    | Standort                                                                  | → Hauptartikel : Stadtpfarrkirche Freistadt f1                                            | P84(Architekt):Carlo Antonio Carlone P131(Ort):Freistadt Region-ISO:AT-4                             |
| ja [[Vorlage:Bilderwunsch/code!/O:Stift Reichersberg!/C:48.3369,13.3606!/D:Sommerrefektorium des Stifts Reichersberg Reichersberg 1 Foto des ganzen Saales!/\|BW]] | Datei hochladen | 1691 bis 1695    | Sommerrefektorium des Stifts Reichersberg HERIS-ID: 52504 Objekt-ID: 59441                                                   | Reichersberg 1 Standort                                                   | Anmerkung: Carlone-Saal                                                                   | P84(Architekt):Carlo Antonio Carlone P131(Ort):Reichersberg Region-ISO:AT-4                          |
| ja | Datei hochladen | 1693–1695        | Pfarrkirche St. Maria Magdalena in Oepping HERIS-ID: 17669 Objekt-ID: 13954                                                  | Öpping Standort                                                           | → Hauptartikel : Pfarrkirche Oepping f1                                                   | P84(Architekt):Carlo Antonio Carlone P131(Ort):Oepping Region-ISO:AT-4                               |
| ja | Datei hochladen | 1694–1695        | Michaelskapelle in Ulrichsberg HERIS-ID: 18417 Objekt-ID: 14711                                                              | Stollnberg Standort                                                       | → Hauptartikel : Michaelskapelle (Ulrichsberg) f1                                         | P84(Architekt):Carlo Antonio Carlone P131(Ort):Ulrichsberg Region-ISO:AT-4                           |
| ja | Datei hochladen | 1695 bis 1696    | Wallfahrtskirche Mariä Geburt in Roggendorf HERIS-ID: 16610 Objekt-ID: 12876                                                 | Standort                                                                  | Anmerkung: Zubau des Ostturmes und Erneuerung der Kirche nach einem Brand (1695 bis 1696) | P84(Architekt):Carlo Antonio Carlone P131(Ort):Wullersdorf Region-ISO:AT-3                           |
| ja | Datei hochladen | 1695–1697        | Pfarrkirche Mariae Himmelfahrt in Pfarrkirchen im Mühlkreis, Innenbarockisierung der Kirche HERIS-ID: 17786 Objekt-ID: 14072 | Pfarrkirchen im Mühlkreis Standort                                        | → Hauptartikel : Pfarrkirche Pfarrkirchen im Mühlkreis f1                                 | P84(Architekt):Carlo Antonio Carlone P131(Ort):Pfarrkirchen im Mühlkreis Region-ISO:AT-4             |
| ja | Datei hochladen | 1696–1707        | Pfarrkirche Ansfelden, Pfarrhof HERIS-ID: 52015 Objekt-ID: 57953                                                             | Standort                                                                  | → Hauptartikel : Pfarrkirche Ansfelden f1                                                 | P84(Architekt):Carlo Antonio Carlone P131(Ort):Ansfelden Region-ISO:AT-4                             |
| ja | Datei hochladen | um 1697          | Barockisierung der ehemaligen Stiftskirche Baumgartenberg                                                                    | Standort                                                                  | → Hauptartikel : Stiftskirche Baumgartenberg f1                                           | P84(Architekt):Carlo Antonio Carlone P131(Ort):Baumgartenberg Region-ISO:AT-4                        |
| ja [[Vorlage:Bilderwunsch/code!/O:Stadtpfarrkirche Rohrbach!/C:48.5728,13.9911!/D:Barockbau der Stadtpfarrkirche Rohrbach Stadtplatz qualitatives Innenraumfoto!/\|BW]] | Datei hochladen | 1697–1700        | Barockbau der Stadtpfarrkirche Rohrbach HERIS-ID: 18475 Objekt-ID: 14769                                                     | Stadtplatz Standort                                                       | → Hauptartikel : Stadtpfarrkirche Rohrbach f1                                             | P84(Architekt):Carlo Antonio Carlone P131(Ort):Rohrbach-Berg Region-ISO:AT-4                         |
| ja | Datei hochladen | 1697 bis 1700    | Barockbau der Pfarrkirche Atzbach HERIS-ID: 52029 Objekt-ID: 58000                                                           | Atzbach Standort                                                          | → Hauptartikel : Pfarrkirche Atzbach f1                                                   | P84(Architekt):Carlo Antonio Carlone P131(Ort):Atzbach Region-ISO:AT-4                               |
| ja | Datei hochladen | 1698             | Abteikirche Niederaltaich, Südturm der Zweiturmfassade · Wikidata                                                            | Mauritiushof 1 a Standort                                                 | → Hauptartikel : Abteikirche Niederaltaich f1                                             | P84(Architekt):Carlo Antonio Carlone P131(Ort):Niederalteich Region-ISO:DE-BY                        |
| ja | Datei hochladen | 1702 bis 1708    | Wallfahrtskirche Christkindl HERIS-ID: 52075 Objekt-ID: 58152                                                                | Christkindlweg Standort                                                   | → Hauptartikel : Wallfahrtskirche Christkindl f1                                          | P84(Architekt):Carlo Antonio Carlone P131(Ort):Steyr Region-ISO:AT-4                                 |
| ja | Datei hochladen | 1706             | Pfarrkirche Ottnang am Hausruck, Umbau und Erweiterung HERIS-ID: 67401 Objekt-ID: 80354                                      | Kirchenstraße 321, OG Standort                                            | → Hauptartikel : Pfarrkirche Ottnang am Hausruck f1                                       | P84(Architekt):Carlo Antonio Carlone P131(Ort):Ottnang am Hausruck Region-ISO:AT-4                   |
| ja | Datei hochladen | 1706 bis 1708    | Sommerrefektorium des Stiftes Lambach HERIS-ID: 101337 Objekt-ID: 117662                                                     | Klosterplatz 1 u. a. Standort                                             | → Hauptartikel : Stift Lambach f1                                                         | P84(Architekt):Carlo Antonio Carlone P131(Ort):Lambach Region-ISO:AT-4                               |
| ja | Datei hochladen | 1671             | Stadtpfarrkirche Vilshofen, Planung für Turmerhöhung · Wikidata                                                              | Kirchplatz 21 Standort                                                    | Entwurf                                                                                   | P84(Architekt): P131(Ort):Vilshofen an der Donau Region-ISO:DE-BY                                    |